# Весеуд (Кірпер, Сібіу)
Весеуд (рум. Veseud) — село у повіті Сібіу в Румунії. Входить до складу комуни Кірпер.
Село розташоване на відстані 201 км на північний захід від Бухареста, 41 км на схід від Сібіу, 123 км на південний схід від Клуж-Напоки, 81 км на захід від Брашова.

## Населення
За даними перепису населення 2002 року у селі проживала 161 особа.
Національний склад населення села:
| Національність | Кількість осіб | Відсоток |
| -------------- | -------------- | -------- |
| румуни         | 97             | 60,2%    |
| цигани         | 57             | 35,4%    |

Рідною мовою назвали:
| Мова      | Кількість осіб | Відсоток |
| --------- | -------------- | -------- |
| румунська | 149            | 92,5%    |
| циганська | 11             | 6,8%     |